# Alice Boase
Alice Mary Boase OEB, née le 23 mars 1910 et morte en 1999, est une femme politique ougandaise. En 1954, elle et Barbara Saben reçoivent une nomination au Conseil législatif. Elles deviennent ainsi les premières députées ougandaises.

## Biographie

### Enfance, éducation et débuts
Boase nait le 23 mars 1910 à Dublin. Quand elle a deux ans, à la suite de la nomination de son père Charles au poste de magistrat, la famille déménage au Nyassaland. En 1921, Charles devient juge en chef et la famille se rend en Ouganda.

### Carrière
Elle est présidente du Conseil ougandais des femmes de 1953 à 1955 et siège au conseil d'administration du Uganda Club. Boase et son mari deviennent membres du conseil municipal de Kampala. En 1954, Boase et Barbara Saben rejoignent le Conseil législatif, devenant ainsi les premières femmes membres. Elle quitte l'Ouganda en 1956 lorsqu'Arthur commence à travailler au Saint John Eye Hospital de Jérusalem. En 1969, ils se retirent dans le Sussex, au Royaume-Uni.
Son frère John devient juge en chef de l'Ouganda en 1952 et en 1958, président du Conseil législatif. Une édition augmentée des mémoires de Boase, When The Sun Never Set, a été publiée en 2005.

## Vie privée
En 1929, Alice épouse le médecin Arthur Boase (1901-1986); le couple a dix enfants.

## Décès
Boase est décède à Haywards Heath en 1999.